# 진달래꽃

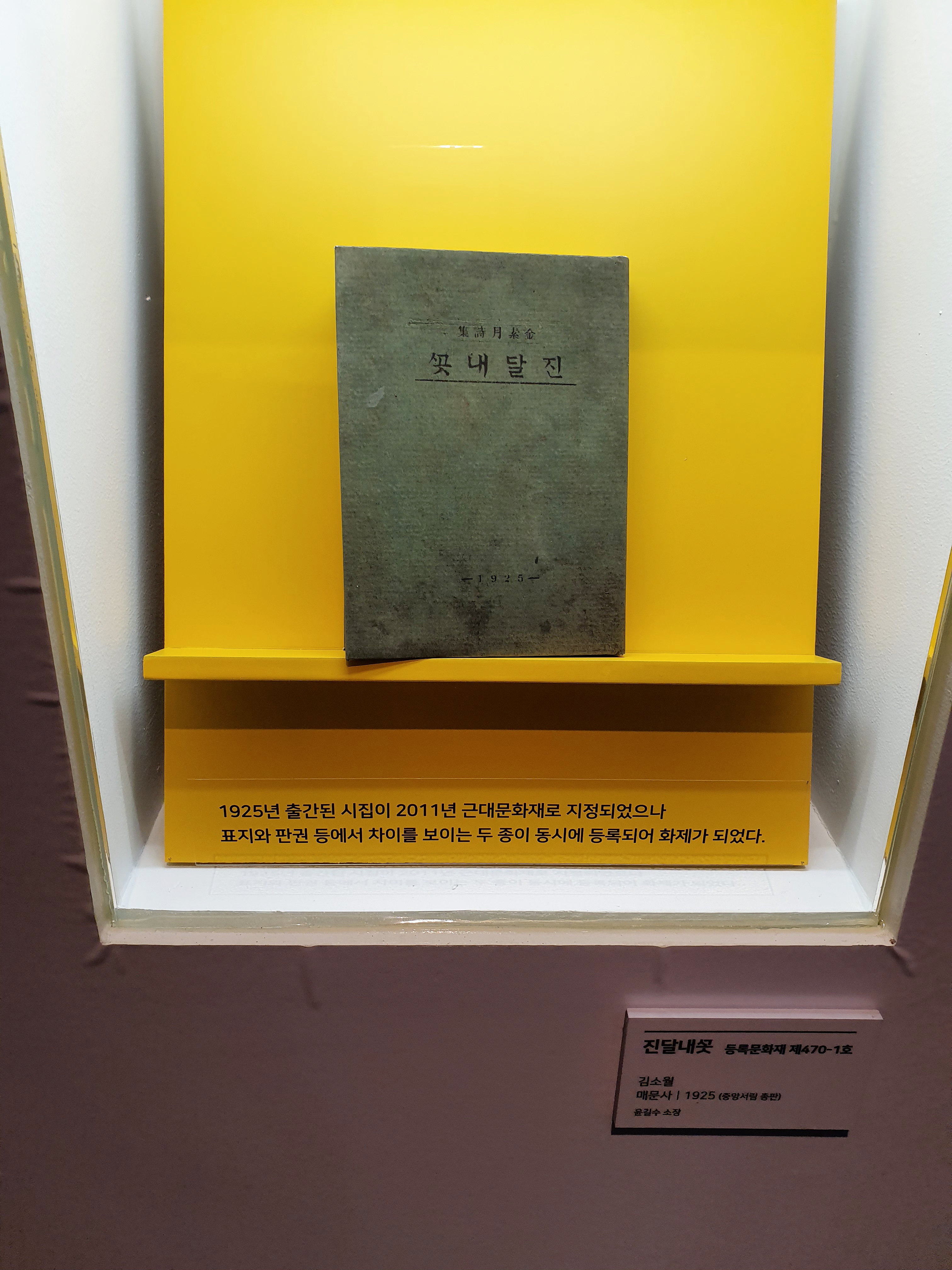
진달래꽃 표지

《진달래꽃》은 1925년 발간된 김소월의 시집 〈진달래꽃〉에 들어있는 서정시이다. 이별의 슬픔을 한국 고유의 정서로 드러낸 수미상관 형태로 이뤄진 이 시는 4연 12행으로 이루어졌고 7·5조의 음수율과 3음보 민요조의 전통적 리듬을 지니고 있다.
《진달래꽃》은 한국인이 가장 좋아하는 시로 꼽히기도 하였다. 대한민국의 록 밴드 노바소닉은 이 노래를 개사·편곡했으며, 가수 마야, CCM 가수 김상은(김소월 증손녀)이 시를 노래로 부르기도 하였다.

## 시작 배경
김소월은 1925년 5월 《개벽》에 유일한 시론인 시혼을 발표하는데 이 글에서 그는 '시혼'과 '음영'이라는 개념을 중심으로 시의 본질에 관한 자신의 의견을 개진하고 있다.  소월의 시혼은 나름의 논리를 가지고 일관된 시적 이론을 전개 시키고 있다는 점에서 일찍부터 주목을 받아왔다.
〈진달래꽃〉은 1922년 7월 《개벽》 25호에 발표되었다. 김소월의 시는 전통 시가의 계승과 서구 번역시의 영향으로 형성되었다.

## 소월의 시 세계에 영향을 미친 사건
김소월의 아버지 김성도는 1904년 정주와 곽산 사이의 철도를 부설하던 일본인에게 폭행을 당하여 정신이상이 되었다. 때문에 소월은 할아버지 김상주의 훈도(訓導)와 어머니 장경숙의 지극한 사랑, 숙모 계희영의 보살핌을 받으며 자랐다. 주변 어른들의 이러한 관심은 소월에게 큰 도움이 되었지만 동시에 짐이 되기도 하였다. 소월의 숙모 계희영은 기억력이 비상하여 심청전, 춘향전과 같은 이야기를 어린 소월에게 들려주었고, 이것은 소월이 문학에 관심을 갖게 된 큰 동기가 되었다. 아버지의 부재는 소월에게 원천적인 한(恨)으로서 작용하였다. 소월은 할아버지의 강권으로 14세의 어린 나이에 홍단실과 결혼하였다. 그는 조혼에 대해 탐탁히 여기지 않았으나 유교적 가풍 속에서 자란 영향으로 성실한 지아비로 살고자 하였다. 소월은 유교적 이상자인 할아버지, 현실적이나 일자 무식이었던 어머니, 그리고 도덕적으로 책임지기 버거운 아내와 같은 현실적 문제로 괴로워하였다. 이러한 현실적 문제가 소월의 시 쓰기에서 한의 정서로 표출되었다.

## 같이 보기
《사랑 사랑 누가 말했나》